# Heteropanax nitentifolius
Heteropanax nitentifolius är en araliaväxtart som beskrevs av G.Hoo. Heteropanax nitentifolius ingår i släktet Heteropanax och familjen Araliaceae. Inga underarter finns listade.